# Кланица-5
Кланица-5 или Кръстоносният поход на децата (на английски: Slaughterhouse-Five, или The Children's Crusade: A Duty-Dance with Death) е роман на американския писател Кърт Вонегът публикуван през 1969 г.
Романът е автобиографичен и отразява бомбардировките на Дрезден, които Кърт Вонегът лично е преживял като военнопленник през Втората световна война в Германия. Името идва от градската кланица в Дрезден, в подземията на която военнопленниците са затворени през нощта и в които оцеляват по време на извършените през нощта бомбардировки. В романа са преплетени реалистични картини от войната, черен хумор, научна фантастика като летящи чинии и пътуване във времето.
Романът е класиран като един от 100-те най-добри романa на английски език от 1923 г. до 2005 г., когато е направена класацията. 
1. ↑  All-TIME 100 Novels: How We Picked the List //  Time.